# Wolf Deinert
Wolf Deinert (* 9. Januar 1944 in Greifswald) ist ein deutscher Schriftsteller und Hörspielautor.

## Leben
Er studierte Architektur und Germanistik. Danach war er als Architekt tätig und begann mit seiner schriftstellerischen Arbeit.
Nach einer Haftstrafe wegen „versuchtem ungesetzlichem Grenzübertritts“ siedelte er 1975 nach West-Berlin über, wo er unter anderem für den Sender Freies Berlin als Hörspielautor tätig ist. In einem Radio-Feature, das im Oktober 1991 vom Funkhaus Berlin produziert wurde, setzt er sich kritisch mit der DDR auseinander. „In der Sendung kommen zahlreiche Schriftsteller und Literaturfunktionäre wie Hermann Kant zu Wort. Das Nischendorado wurde unter der Leitung von Albrecht Surkau produziert, aber nie gesendet, der Name des Dramaturgen auf der Karteikarte mit Tipp-Ex unkenntlich gemacht.“
Deinert veröffentlichte u. a. Beiträge über DDR-Themen in wir selbst und schreibt für die Junge Freiheit.
Bei den Wahlen zur Bezirksverordnetenversammlung 2016 trat er für die Alternative für Deutschland im Berliner Bezirk Tempelhof-Schöneberg an. Er erhielt jedoch keinen Sitz in der Bezirksverordnetenversammlung.

## Schriften
- Meine Heimat. März Verlag, Jossa 1980 (Vertrieb: Zweitausendeins) bzw. Oberbaum-Verlag, Berlin 1989.

## Auszeichnungen
- 1981 Rauriser Literaturpreis
- 1984 Hörspiel des Monats („Wallraff kommt“. Regie: Norbert Schaeffer, Produktion: SFB)
- 1984 Ernst-Reuter-Preis
- 1985 Andreas-Gryphius-Förderpreis